# Bryan Brown
Bryan Neathway Brown (Sydney, 23 giugno 1947) è un attore australiano.

## Biografia
Bryan crebbe a Panania, un sobborgo sud-occidentale di Sydney. Conseguita la laurea, cominciò a lavorare come assicuratore e nel tempo libero si cimentava come animatore teatrale. Fu così che scoprì la sua passione per la recitazione. Nel 1964 Brown si recò in Inghilterra, per recitare all'Old Vic; poi fece ritorno in Australia dove divenne membro del Genesian Theatre (Sydney), esibendosi nella rappresentazione A Man for All Seasons di Colleen Clifford.
Successivamente entrò a far parte della Queensland Theatre Company. Fece la prima apparizione nel mondo del cinema nel 1977, con una parte di secondaria importanza nel film The Love Letters From Teralba Road. Nei due anni successivi recitò in altri film australiani. Nel 1980 divenne noto al pubblico internazionale grazie alla sua interpretazione in Esecuzione di un eroe.
Anche se lavorò per molti anni nelle produzioni australiane, apparve anche in alcune mini-serie televisive americane dopo aver conquistato la popolarità negli Stati Uniti con A Town Like Alice (1981). In Uccelli di rovo (1983), con protagonisti Richard Chamberlain e Rachel Ward, fu candidato per un Emmy. Alcuni anni dopo fu il protagonista di alcuni film che ebbero un successo internazionale, come Tai-Pan con Joan Chen, Gorilla nella nebbia con Sigourney Weaver e Cocktail con Tom Cruise.
Negli anni '90 e anche nel XXI secolo prese parte a produzioni televisive americane e australiane, così come ad alcuni film (tra cui Footsteps - I passi dell'assassino del 2003), apparendo anche in alcuni spot televisivi inglesi. Nel 2008 ha recitato a fianco di Nicole Kidman e Hugh Jackman nel film diretto da Baz Luhrmann: Australia.

### Vita privata
Il 16 aprile 1983 si è sposato con l'attrice Rachel Ward, conosciuta sul set di Uccelli di rovo quello stesso anno. Attualmente Bryan Brown vive vicino a Sydney con la moglie ed i loro tre figli: Rose, Mathilda e Joe.

## Filmografia

### Cinema
- Scobie Malone, regia di Terry Ohlsson (1975)
- The Christmas Tree, regia di Claude Chagrin - cortometraggio (1975)
- The Love Letters from Teralba Road, regia di Stephen Wallace (1977)
- The Irishman, regia di Donald Crombie (1978)
- Weekend of Shadows, regia di Tom Jeffrey (1978)
- The Chant of Jimmie Blacksmith, regia di Fred Schepisi (1978)
- Newsfront, regia di Phillip Noyce (1978)
- Squadra speciale 44 magnum (La morte fa l'appello) (Money Movers), regia di Bruce Beresford (1978)
- Third Person Plural, regia di James Ricketson (1978)
- The Odd Angry Shot, regia di Tom Jeffrey (1979)
- Cathy's Child, regia di Donald Crombie (1979)
- Palm Beach, regia di Albie Thoms (1979)
- Conman Harry and the Others, regia di Stephen Wallace - cortometraggio (1979)
- Esecuzione di un eroe ('Breaker' Morant), regia di Bruce Beresford (1980)
- Cella 23 - A un passo dalla morte (Stir), regia di Stephen Wallace (1980)
- Blood Money, regia di CChristopher Fitchett (1980)
- Winter of Our Dreams, regia di John Duigan (1981)
- Noise, regia di Karl McPhee - cortometraggio (1981)
- Far East, regia di John Duigan (1982)
- Broad Street (Give My Regards to Broad Street), regia di Peter Webb (1984)
- Parker, regia di Jim Goddard (1985)
- La spiaggia vuota (The Empty Beach), regia di Chris Thomson (1985)
- Rebel Matt, soldato ribelle (Rebel), regia di Michael Jenkins (1985)
- F/X - Effetto mortale (F/X), regia di Robert Mandel (1986)
- Tai-Pan, regia di Daryl Duke (1986)
- Una moglie per bene (The Umbrella Woman), regia di Ken Cameron (1987)
- Cocktail, regia di Roger Donaldson (1988)
- Gorilla nella nebbia (Gorillas in the Mist: The Story of Dian Fossey), regia di Michael Apted (1988)
- Giuramento di sangue (Blood Oath), regia di Stephen Wallace (1990)
- F/X 2 - Replay di un omicidio (F/X2), regia di Richard Franklin (1991)
- Simpatico truffatore (Sweet Talker), regia di Michael Jenkins (1991)
- Tutta colpa del fattorino (Blame It on the Bellboy), regia di Mark Herman (1992)
- Dead Heart, regia di Nick Parsons (1996)
- Dear Claudia, regia di Chris Cudlipp (1999)
- Two Hands, regia di Gregor Jordan (1999)
- Grizzly Falls - La valle degli orsi (Grizzly Falls), regia di Stewart Raffill (1999)
- Risk, regia di Alan White (2000)
- Styx - Un gioco perverso (Styx), regia di Alex Wright (2001)
- Dirty Deeds - Le regole del gioco (Dirty Deeds), regia di David Caesar (2002)
- ...e alla fine arriva Polly (Along Came Polly), regia di John Hamburg (2004)
- Cactus, regia di Jasmine Yuen Carrucan (2008)
- Dean Spanley, regia di Toa Fraser (2008)
- Australia, regia di Baz Luhrmann (2008)
- Beautiful Kate, regia di Rachel Ward (2009)
- Limbo, regia di Maria Sødahl (2010)
- Love Birds, regia di Paul Murphy (2011)
- The Darkside, regia di Warwick Thornton (2013)
- Kill Me Three Times, regia di Kriv Stenders (2014)
- Gods of Egypt, regia di Alex Proyas (2016)
- La luce sugli oceani (The Light Between Oceans), regia di Derek Cianfrance (2016)
- Red Dog - L'inizio (Red Dog: True Blue), regia di Kriv Stenders (2016)
- Australia Day, regia di Kriv Stenders (2017)
- Sweet Country, regia di Warwick Thornton (2017)
- Palm Beach, regia di Rachel Ward (2019)
- Tutti tranne te (Anyone But You), regia di Will Gluck (2023)

### Televisione
- Against the Wind – miniserie TV, episodi 1x01-1x02 (1978)
- A Town Like Alice – miniserie TV, episodi 1x01-1x02-1x03 (1981)
- Uccelli di rovo (The Thorn Birds) – miniserie TV, 4 episodi (1983)
- Kim, regia di John Davies – film TV (1984)
- Eureka Stockade – miniserie TV, episodi 1x01-1x02 (1984)
- The Shiralee – miniserie TV, episodi 1x01-1x02 (1987)
- Sopra ogni sospetto (Dead in the Water), regia di Bill Condon – film TV (1991)
- Devlin – film TV (1992)
- Age of Treason – film TV (1993)
- L'ultimo colpo (The Last Hit) – film TV (1993)
- The Wanderer – serie TV (1994)
- Il massaggio dell'anima (Full Body Massage) – film TV (1995)
- Twisted Tales, regia di Kate Dennis – film TV nell'episodio "The Confident Man" (1996)
- 20.000 leghe sotto i mari (20,000 Leagues Under the Sea) – film TV (1997)
- Dogboys – film TV (1998)
- Crimini selvaggi (On the Border) – film TV (1998)
- Viaggio al centro della Terra (Journey to the Center of the Earth) – film TV (1999)
- L'ultima spiaggia (On the Beach), regia di Russell Mulcahy – film TV (2000)
- Footsteps, regia di John Badham – film TV (2003)
- Scherzi d'amore (Revenge of the Middle-Aged Woman) – film TV (2004)
- Il giorno degli squali (Spring Break Shark Attack) – film TV (2005)
- Il Poseidon (The Poseidon Adventure) – film TV (2005)
- Two Twisted – serie TV (2006)
- Joanne Lees: Murder in the Outback – film TV (2007)
- Old School – serie TV (2014)

### Doppiatore
- Peter Rabbit, regia di Will Gluck (2018)

### Se stesso
- Pearl River Studios: China's Filmmakers (1989) Documentario TV
- The 62nd Annual Academy Awards (1990) Documentario TV
- The Making of Special: '20,000 Leagues Under the Sea' (1997) Documentario TV
- L7: The Beauty Process (1998) Uscito direttamente in Vhs
- The Ray Martin Show – serie TV, episodio 1x01 (2001)
- The Fat, nell'episodio "Episode #5.1" (2002)
- Uccelli di rovo: Vecchi amici, nuove storie (The Thorn Birds: Old Friends New Stories) (2003) Uscito direttamente in Vhs
- 80s, nell'episodio "Episode #1.5" (2005) (Archive Footage)

### Sceneggiatore
- Simpatico truffatore (Sweet Talker) (1991)

## Doppiatori italiani
Nelle versioni in italiano delle opere in cui ha recitato, Bryan Brown è stato doppiato da:
- Stefano De Sando in ... e alla fine arriva Polly, Dean Spanley, Australia, Gods of Egypt, Tutti tranne te
- Renato Cortesi in Uccelli di rovo, Uccelli di rovo: Vecchi amici, nuove storie
- Gino La Monica in Grizzly Falls, La luce sugli oceani
- Sergio Di Stefano in Tai-Pan, Devlin
- Stefano Mondini in Two Hands
- Sandro Iovino in F/X - Effetto mortale
- Luciano Roffi in Cocktail
- Dario Penne in Gorilla nella nebbia
- Carlo Valli in Giuramento di sangue
- Paolo Buglioni in F/X 2 - Replay di un omicidio
- Massimo Corvo in Tutta colpa del fattorino
- Claudio Moneta in Footsteps - I passi dell'assassino
- Oliviero Dinelli in Poseidon - Il pericolo è già a bordo
- Oliviero Corbetta in Dirty Deeds - Le regole del gioco
- Paolo Perinelli in Sweet Country

Da doppiatore è sostituito da:
- Rodolfo Traversa in Peter Rabbit